# Generalstaben (Ukraine)
Generalstaben for de væbnede styrker i Ukraine (ukrainsk: Генеральний штаб Збройних сил України) er generalstaben for de væbnede styrker i Ukraine. Det er det centrale organ for administrationen af de væbnede styrker, og samtidig det organ, der fører tilsyn med den operationelle forvaltning af de væbnede styrker under Forsvarsministeriet i Ukraine.
Generalstabschefen for de væbnede styrker i Ukraine bliver udpeget af Ukraines præsident, der er den øverstkommanderende for de væbnede styrker i Ukraine. Den nuværende generalstabschef er Mikhail Kutsin.
Generalstaben blev etableret i 1991-92, baseret på den tidligere ledelse i Kijev Militærdistrikt i Sovjetunionen.

## Organisation
Øverstkommanderende for de væbnede styrker i Ukraine
Petro Porosjenko (pr. juli 2014)
Forsvarsminister for Ukraine
Mykhailo Koval (fung.)
Generalstabschefen for de væbnede styrker i Ukraine
Mikhail Kutsin